# مربع کامل کردن
مربع کامل کردن یکی از مباحث جبر مقدماتی است که برای تحلیل معادلهٔ تابع درجهٔ دو استفاده می‌شود. در این روش چندجمله‌ای از شکل کلَیِ
{\displaystyle ax^{2}+bx+c}
به شکل
{\displaystyle a(x-h)^{2}+k}
تبدیل می‌شود.
مربع کامل کردن در حل معادلهٔ درجهٔ دو، رسم تابع درجهٔ دو، انتگرال‌گیری‌ها و تبدیل لاپلاس کاربرد دارد. در ریاضیات این روش را اغلب می‌توان در حل هر مسئلهٔ حاوی چندجمله‌ای‌های درجهٔ دوم به کار گرفت.